# La Puce
Pour les articles homonymes, voir Puce.

La Puce est un moyen métrage français réalisé par Emmanuelle Bercot, sorti en 1998.

## Synopsis
Marion, 14 ans, est en vacances avec sa famille en Normandie. C'est là qu'elle rencontre Marc, un dragueur de 35 ans. Ils se livrent ensemble à un jeu de séduction sans aller très loin. De retour à Paris, ils se revoient à plusieurs reprises. Marion, encore vierge, voudrait coucher avec Marc, sans toutefois oser se l'avouer. De son côté, Marc est las des manœuvres d'approche et se montre soudain plus entreprenant : il invite sa timide proie dans sa chambre à coucher. Mais Marion s'enferme dans sa pudeur et ses contradictions. Patiemment, Marc apprend à sa compagne les gestes de l'amour. Après plusieurs revirements, Marc finit par déflorer Marion et par lui faire découvrir le plaisir charnel.

## Fiche technique
- Titre : La Puce
- Réalisation : Emmanuelle Bercot
- Scénario et dialogues : Emmanuelle Bercot et Michel Meyer
- Photographie : Stéphan Massis
- Production : La Femis — Moby Dick Films
- Genre : drame psychologique
- Durée : 42 minutes
- Date de sortie : 1998

## Distribution
- Isild Le Besco : Marion
- Olivier Marchal : Marc
- Jowan Le Besco : le garçon
- Catherine Belkhodja : la mère
- Léonor Graser : la sœur